# Amy Durning
Amy Durning ist eine US-amerikanische Filmproduzentin.
Sie ist für die von Fred Berner gegründete, in New York City angesiedelte Produktionsfirma Fred Berner Films tätig und arbeitet für Film und Fernsehen gleichermaßen. Für ihre Beteiligung an Maestro, einer Filmbiografie über den Komponisten  und Dirigenten Leonard Bernstein, wurde sie 2024 gemeinsam mit ihren Kollegen für den Oscar in der Kategorie Bester Film nominiert.
Durning ist seit den frühen 2000er Jahren als Produzentin tätig, zunächst als Produktionsassistentin bei Criminal Intent – Verbrechen im Visier (2002 bis 2006), währenddessen traf sie auf Berner, mit dem sie seither zusammenarbeitet. Sie war als Produzentin an The Catch aus dem Jahr 2020 beteiligt. Auf dem Manchester International Film Festival 2021 wurde sie hierfür in den Kategorien Film of the Festival und  Bester internationaler Film ausgezeichnet. In den Jahren 2021 und 2022 produzierte sie die Serie Law & Order: Organized Crime.